# Diracova medalja in nagrada
Diracova medalja in nagrada za teoretično ali matematično fiziko Fizikalnega inštituta (IoP) s sedežem v Bristolu. Nagrade se ne sme zamenjevati z Diracovo medaljo Mendarodnega središča za teoretično fiziko Abdusa Salama (ICTP). Srebrno medaljo in nagrado 1000 funtov so prvič podelili leta 1987 Stephenu Hawkingu.

## Prejemniki
- 2015 John David Barrow
- 2014 Timothy Noel Palmer
- 2013: Stephen Mark Barnett
- 2012 Graham Garland Ross
- 2011 Christopher Isham
- 2010 James Binney
- 2009 Michael Cates
- 2008 Bryan Webber
- 2007 David Sherrington
- 2006 Mike Gillan
- 2005 John Ellis
- 2004 Michael Boris Green
- 2003 Christopher Hull
- 2002 John Howard Hannay, Fizikalni laboratorij HH Wills, Univerza Bristol.

doprinos k teoretični fiziki na področju kvantne mehanike, klasične mehanike in optike.
- 2001 Brian Kidd Ridley
- 2000 John Lawrence Cardy
- 1999 Ian Colin Percival
- 1998 David Deutsch
- 1997 Peter Ware Higgs
- 1996 John Brian Pendry
- 1995 Daniel Frank Walls
- 1994 Volker Heine
- 1993 David James Thouless
- 1992 Anthony James Leggett
- 1991 Rudolf Ernst Peierls
- 1990 Michael Victor Berry
- 1989 Roger Penrose
- 1988 John Stewart Bell
- 1987 Stephen Hawking